# NGC 5730
NGC 5730 (другие обозначения — UGC 9456, MCG 7-30-46, ZWG 220.44, KCPG 430A, IRAS14379+4257, PGC 52396) — неправильная галактика в созвездии Волопаса, на расстоянии примерно в 36 Мпк.
Этот объект входит в число перечисленных в оригинальной редакции «Нового общего каталога».
Составляет взаимодействующую пару с галактикой NGC 5731, находящейся в 3 минутах к северо-востоку. 